# Return of the Dream Canteen
Return of the Dream Canteen je třinácté studiové album americké rockové kapely Red Hot Chili Peppers, které vyšlo 14. října 2022 prostřednictvím Warner Records jako dvojité LP a jedno CD. První singl alba, „Tippa My Tongue“, byl vydán spolu s videoklipem 19. srpna 2022.

## Pozadí při tvorbě alba
Album produkoval Rick Rubin a bylo nahráno během stejných sezení jako předchozí studiové album kapely, Unlimited Love, vydané dříve v roce 2022.
Bubeník Chad Smith se zamyslel nad tvorbou v posledním roce: „Napsali jsme spoustu hudby a psali a psali bez časového omezení a nakonec jsme nahráli všechny tyto písně. Vždy nahrajeme víc, než co vyjde na desce, ale často zůstanou v trezoru nebo nedokončené nebo cokoli jiného. Ale dokončili jsme je všechny. Prostě jsme měli pocit, že máme příliš mnoho dobrých písní na to, abychom nevydali další desku. Není to jako béčková deska nebo něco podobného. Všechno bylo dobré a správné.“

## Zajímavosti
Druhá vydaná skladba z tohoto alba, „Eddie“, je věnována a skládá poctu Eddiemu Van Halenovi, který zemřel v roce 2020, tedy 2 roky před vydáním alba a této písně. Píseň prý vznikla v podstatě náhodou, když Flea ve zkušebně zahrál emotivní basovou linku, do které se hned všichni ostatní přidali, z čehož nakonec vznikla tato píseň. 

## Seznam skladeb
| No. | Název skladby                                                      | Délka skladby |
| --- | ------------------------------------------------------------------ | ------------- |
| 1.  | "Tippa My Tongue"                                                  | 4:20          |
| 2.  | "Peace and Love"                                                   | 4:03          |
| 3.  | "Reach Out"                                                        | 4:11          |
| 4.  | "Eddie"                                                            | 5:41          |
| 5.  | "Fake as Fu@k"                                                     | 4:22          |
| 6.  | "Bella"                                                            | 4:51          |
| 7.  | "Roulette"                                                         | 4:57          |
| 8.  | "My Cigarette"                                                     | 4:24          |
| 9.  | "Afterlife"                                                        | 4:13          |
| 10. | "Shoot Me a Smile'"                                                | 3:43          |
| 11. | "Handful"                                                          | 4:01          |
| 12. | "The Drummer"                                                      | 3:24          |
| 13. | "Bag of Grins"                                                     | 5:05          |
| 14. | "La La La La La La La La"                                          | 3:57          |
| 15. | "Copperbelly"                                                      | 3:44          |
| 16. | "Carry Me Home"                                                    | 4:13          |
| 17. | "In the Snow"                                                      | 5:55          |
|     | "The Shape I'm Takin'" (bonusová skladba na japonském vydání alba) | 3:35          |
|     | "Whatchu Thinkin'" (bonusová skladba na „Tour“ edici alba)         | 3:40          |
|     | Délka alba bez bonusů                                              | 75:04         |